# Carla Oberholzer
Carla Oberholzer (Bloemfontein, 14 januari 1987) is een wielrenner uit Zuid-Afrika.
In 2018 wordt Oberholzer Zuid-Afrikaans nationaal kampioene op de weg.
In 2021 wint Oberholzer het Afrikaanse kampioenschappen wielrennen op de weg. Later in het jaar neemt ze deel aan de wegwedstrijd van de Olympische Zomerspelen van Tokio.